# Георг Казимир (Изенбург-Филипсайх)
Георг Казимир Фридрих Лудвиг фон Изенбург-Бюдинген-Филипсайх (на немски: Georg Kasimir Friedrich Ludwig von Ysenburg-Büdingen-Philippseich; * 15 април 1794 в дворец Филипсайх при Драйайх; † 26 април 1875 във Филипсайх) е граф на Изенбург-Бюдинген и господар на Филипсайх при Драйайх (1838 – 1875).
Той е най-големят син на граф Хайнрих Фердинанд фон Изенбург-Бюдинген-Филипсайх (1770 – 1838) и съпругата му графиня Амалия Изабела Сидония фон Бентхайм-Текленбург (1768 – 1822), дъщеря на граф Мориц Казимир II фон Бентхайм-Текленбург (1735 – 1805) и графиня Хелена Шарлота София фон Сайн-Витгенщайн-Берлебург (1739 – 1805).
Братята му са Карл Лудвиг Хайнрих Ернст (1796 – 1863), Фолрат Фридрих (1800 – 1864) и Карл Хайнрих Фердинанд (1806 – 1866).
Георг Казимир умира на 26 април 1875 г. във Филипсайх и е погребан там.

## Фамилия
Георг Казимир се жени на 10 януари 1841 г. в Меерхолц за графиня Берта Амалия Каролина Фердинанда фон Изенбург-Бюдинген-Меерхолц (* 14 юни 1821 в Меерхолц; † 8 ноември 1875 в Монтрьо), дъщеря на Йозеф Фридрих Вилхелм Албрехт фон Изенбург-Бюдинген-Меерхолц (1772 – 1822) и съпругата му графиня Доротея фон Кастел-Кастел (1796 – 1864). Тя е сестра на граф Карл Фридрих Казимир Адолф Лудвиг фон Изенбург-Бюдинген-Меерхолц (1819 – 1900).
Те имат децата:
- Карл Фердинанд Лудвиг Адолф Волфганг Ернст Казимир Георг Фридрих (1841 – 1920), граф на Изенбург-Филипсайх, женен на 11 октомври 1886 г. в Оберурф за принцеса Елизабет фон Ардек (1864 – 1919)
- Максимилиан Лудвиг Йохан Казимир Ото Филип Август Фридрих Александер Юлиус Вилхелм (1849 – 1870), убит при Гравелоте
- Клементина Филипина Шарлота Луиза Каролина Малвина Емилия Силвина Аделхайд Фердинана Августа (1843 – 1926)
- Августа Доротея Текла Мария Амалия Агнес Тереза Елиза (1861 – 1931), омъжена на 8 септември 1881 г. в Меерхолц за принц Хайнрих фон Валдек-Пирмонт (1844 – 1902), син на принц Карл Кристиан фон Валдек-Пирмонт (1803 – 1846) и графиня Амалия фон Липе-Бистерфелд (1814 – 1879)